# رومان الساندرینی
ب >

## سبک بازی
.